# Helgelandsmoen
Helgelandsmoen este o localitate din comuna Hole og Ringerike, provincia Buskerud, Norvegia, cu o suprafață de 0,5 km² și o populație de 525 locuitori (2013).